# بلک‌برن بی-۳
بلک‌برن بی-۳ (به انگلیسی: Blackburn_B-3) یک هواگرد ملخ‌پیشین تک‌موتوره از نوع اژدرافکن ساخت شرکت هواگردسازی بلک‌برن است. هواگرد بلک‌برن بی-۳ نخستین پروازش را در ۸ مارس ۱۹۳۲ میلادی انجام داد. در مجموع، تعداد ۲ فروند از این هواگرد ساخته شده‌است.